# Canción de Bajo Belgrano
«Canción de Bajo Belgrano» es una canción compuesta por el músico argentino Luis Alberto Spinetta e interpretado por la banda Spinetta Jade. Es la primera del álbum de 1983 Bajo Belgrano, el tercero de esa banda, que ocupa el nº 69 de los 100 mejores discos del rock argentino en la lista de la revista Rolling Stone.
En este álbum Spinetta Jade formaba con Spinetta (voz y guitarra), Leo Sujatovich (teclados), Pomo Lorenzo (batería) y César Franov (bajo).
El tema habla de su barrio de nacimiento y crianza, el barrio Bajo Belgrano y está relacionado con el título del álbum y la portada, que consiste en un dibujo del barrio y los hechos de violencia que sucedieron durante la última dictadura que padeció la Argentina.

## La canción

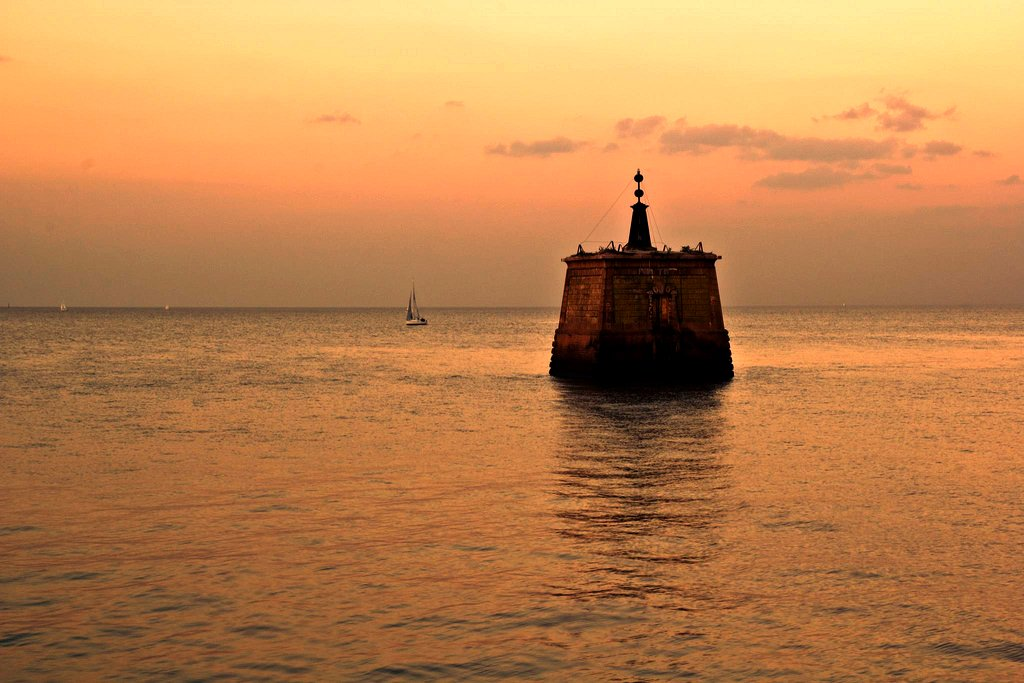
La Costanera Norte en el Bajo Belgrano, barrio en el que nació Spinetta. En este lugar fueron arrojadas sus cenizas. Ese día, su hijo Dante invitó por Twitter a los admiradores de su padre a despedirse de él "al lado del paseo de la memoria, acá en Costanera... paz". Inmediatamente después pegó una foto similar a esta, diciendo: "Este es el lugar.".

El título se refiere al barrio de nacimiento y crianza de Spinetta, el barrio del Bajo Belgrano, ubicado en el noreste de la Ciudad de Buenos Aires. Su casa natal se encontraba en Arribeños 2853, entre Congreso y Quesada. De este barrio proviene la simpatía de Spinetta por el equipo de River Plate, así como las relaciones de amistad que llevaron a la formación de Almendra y el primer amor que inspiró el tema "Muchacha (ojos de papel)".
El tema inicia el álbum sin ninguna introducción musical, con Spinetta cantando directamente "la mañana lanza llamas", coincidiendo con la imagen frontal de la portada del disco. 
El periodista Eduardo Blaustein cita completa la letra de esta canción en su libro Prohibido vivir aquí, relacionándola con la portada del álbum y la violencia de la dictadura que en 1978 arrasó en pocos días la villa miseria del Bajo Belgrano.
La letra menciona al Río de la Plata («tu canción persistirá
siempre, siempre, y hasta en el turbio río...»), importante en la vida y la obra de Spinetta, al punto que sus cenizas fueron arrojadas al río en el Bajo Belgrano, en el Parque de la Memoria por los desaparecidos de la dictadura. 
Hablando de Bajo Belgrano Spinetta dice:

El disco es bien porteño... Interviene ese río tan perlado que nos ha dado una añoranza tremenda, una permanente melancolía. Yo soy de ahi, y siento esa realidad del bajo que ahora está mezclado con tanta muerte que hubo injustamente en la Argentina.

El juego de palabras de la última estrofa de la canción («Bajo Belgrano, amor ascendente»), se asocia con la imagen de la muchacha en el dibujo de la parte posterior de la portada.